# Бетонни фараони
„Бетонни фараони“ е български документален филм на режисьора Йордан Тодоров. Филмът изследва начина на живот на калдарашите – затворена общност от около един милион души, пръснати по целия свят.

## Сюжет
„Бетонни фараони“ е пътешествие сред лайфстайла и традициите на една от най-затворените и интригуващи ромски групи. Филмът показва редица любопитни за външния поглед места и образи, сред които новата къща и историите на харизматичен цигански барон, актуалните тенденции в ромските надгробия и други. „Бетонни фараони“ отвежда зрителя в подземни домове от африкански гранит, обзаведени с легла, гардероби, стереоуредби и включен мобилен телефон за директна връзка с другия свят. Показани са чешма, от която текат вино и ракия, къща в петнадесет цвята, съчетаваща естетиката на Древна Гърция с PVC дограма в уникалния стил роко-бароко. Авторите на филма го определят като „една възхвала на живота във всичките му измерения – тук и в отвъдното.“